# Lèmur de front vermell
El lèmur de front vermell (Eulemur rufifrons) és una espècie de primat del grup dels lèmurs (Lemuriformes). L'any del 2001 se'l descrigué com a part de l'espècie Eulemur rufus. Tanmateix, el 2008 R. Mittermeier et al. es basaren en diferències morfològiques i genètiques per separar aquesta espècie en dues de diferents: el lèmur bru de front vermell (que conservà el nom científic Eulemur rufus) i el lèmur de front vermell, al qual assignaren el nom Eulemur rufifrons.